# Csebény (Magyarország)
Csebény (németül: Tschewing) község Baranya vármegyében, a Szigetvári járásban.

## Fekvése
Szigetvártól északkeletre – légvonalban mintegy 16, közúton körülbelül 20 kilométerre –, Horváthertelend északi szomszédjában fekvő község, a szigetvári járás egyik legészakibb fekvésű települése. Zsáktelepülés, közúton csak a 67-es főút felől érhető el, a Szentlászlót és Almamelléket Ibafával összekötő 66 117-es útról leágazva, a 66 127-es, majd pedig a 66 133-as úton.

## Története
Az ismert történelmi forrásokban Csebényt legkorábban 1211-ből, majd 1466-ból említik, Chebe alakban. A középkorban a szomszédos – tőle nem sokkal északra fekvő, ma pusztának számító – Szabás falu lehetett jelentősebb, ugyanis 1332-1335 között ez utóbbit templomos helyként írták össze. 1542-ben Szabás plébániája már nem létezett, meglévő lakói elszegényedtek, majd a falu csakhamar el is néptelenedett. Csebény a török hódoltság alatt szintén elnéptelenedett.
1738-ban a település III. Károly király adományaként Horváth Dániel tulajdonába került. A Horváth-család a falut nem jobbágytelepülésként kezelte, lakóinak szolgáltatásai az úrbéri viszonyoknak megfelelőek voltak. Lényeges változást Csebény életében is az 1848-ban kimondott, majd 1853-ban császári nyílt paranccsal elrendelt jobbágyfelszabadítás hozott.
A második világháború után a lakosság túlnyomó többségét alkotó németek nagy részét kitelepítették. A rendszerváltás után önálló községi jogállást kapott, igazgatását az Szentlászlóval közös körjegyzőség látja el.

## Közélete

### Polgármesterei
- 1990–1994: Bóta András (független)[3]
- 1994–1998: Bóta András (független)[4]
- 1998–2002: Biswurm Sándor (független)[5]
- 2002–2006: Biswurm Sándor (független)[6]
- 2006–2010: Biswurm Sándor (független)[7]
- 2010–2014: Biswurm Sándor (független)[8]
- 2014–2019: Biswurm Sándor (független)[9]
- 2019–2024: Borsos Viktor (független)[10]
- 2024– : Borsós József Mátyás (független)[1]

## Népesség
A település népességének változása:
| Lakosok száma | 96   | 91   | 98   | 87   | 105  | 70   | 76   | 74   |
|               | 2013 | 2014 | 2015 | 2019 | 2021 | 2022 | 2023 | 2024 |

A 2011-es népszámlálás során a lakosok 94,6%-a magyarnak, 17,2% cigánynak, 2,2% németnek mondta magát (2,2% nem nyilatkozott; a kettős identitások miatt a végösszeg nagyobb lehet 100%-nál). A vallási megoszlás a következő volt: római katolikus 61,3%, református 4,3%, görögkatolikus 1,1%, felekezeten kívüli 14% (19,4% nem nyilatkozott).
2022-ben a lakosság 81,4%-a vallotta magát magyarnak, 2,9% cigánynak, 1,4% horvátnak, 11,4% egyéb, nem hazai nemzetiségűnek (11,4% nem nyilatkozott; a kettős identitások miatt a végösszeg nagyobb lehet 100%-nál). Vallásuk szerint 32,9% volt római katolikus, 4,3% református, 1,4% egyéb katolikus, 18,6% felekezeten kívüli (42,9% nem válaszolt).

## Címerének leírása
Pajzs: álló, háromszögű pajzs, kék mezejében lebegő helyzetű, szárán összefogott három arany búzakalásszal.
Sisak: szembe fordult, arannyal ékített és vörössel bélelt pántos ezüst sisak, vörössel és kékkel ékített arany heraldikai koronával.
Sisakdísz: a sisakkoronából növekvő, jobbra fordult arany szarvas.
Takarók: mindkét oldalon kék-arany.
Felirat: a címer alatt lebegő, hármas tagolású íves arany szalagon feketével nagybetűs CSEBÉNY felirat. A településnév előtt és után egy-egy díszpont.

## Nevezetességei
- A falu elején található faragott „üdvözlőkapu”.
- Helytörténeti gyűjtemény az egykori kultúrházban.
- Faragott Szent Vendel-szobor a falu központjában.
- Világháborús emlékmű a buszfordulónál kialakított parkban.

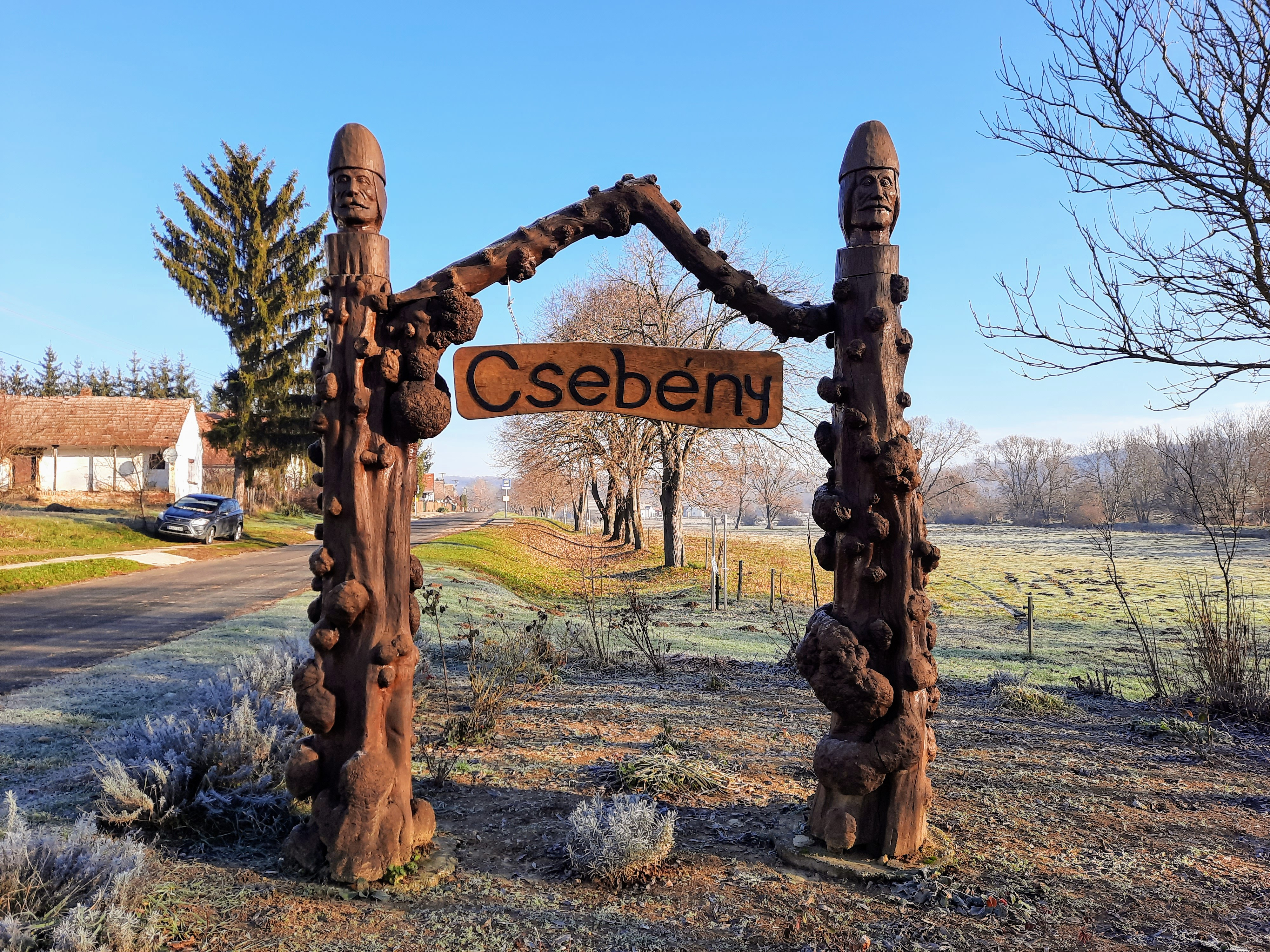
Üdvözlőkapu
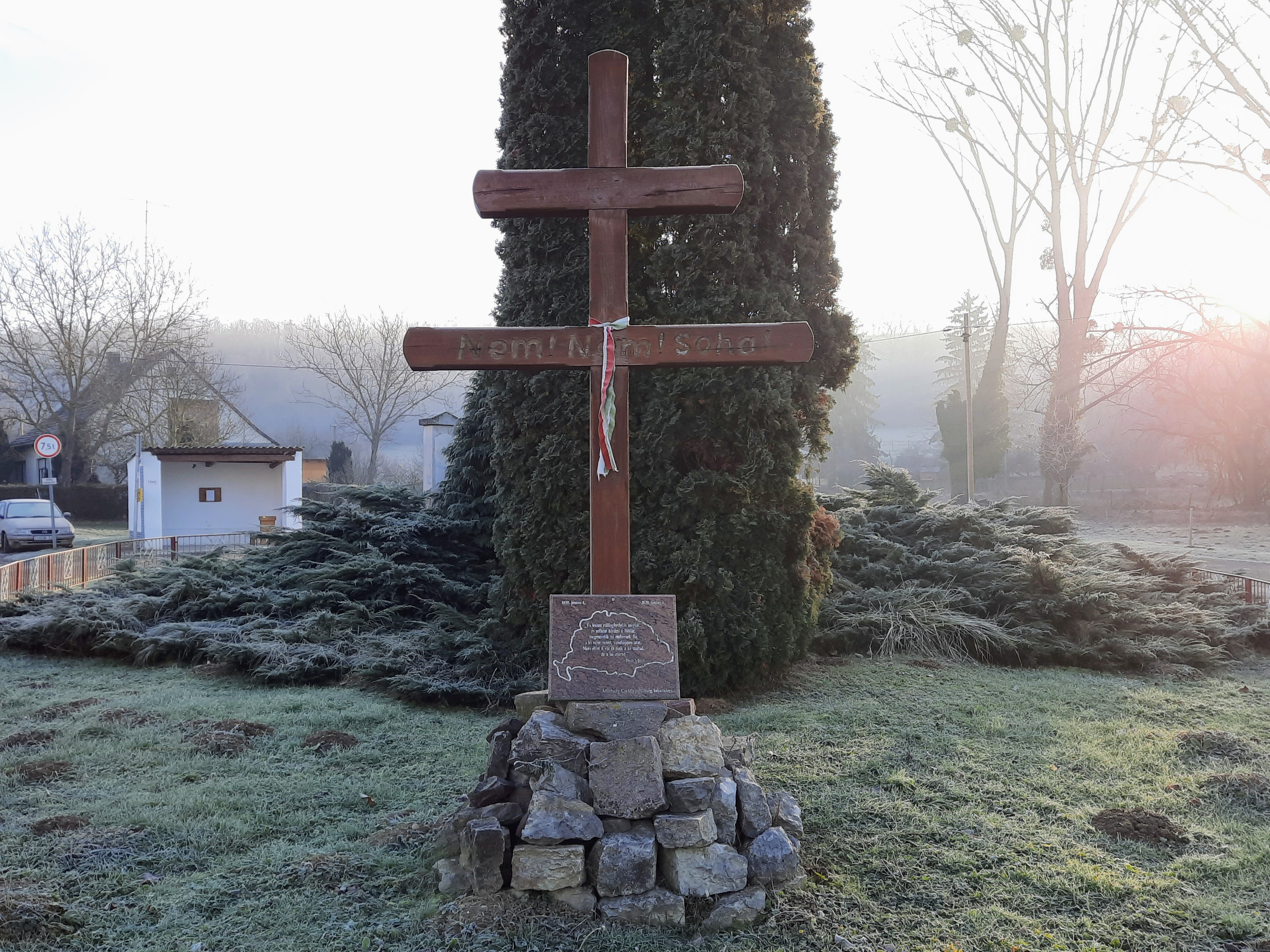
Trianoni emlékmű
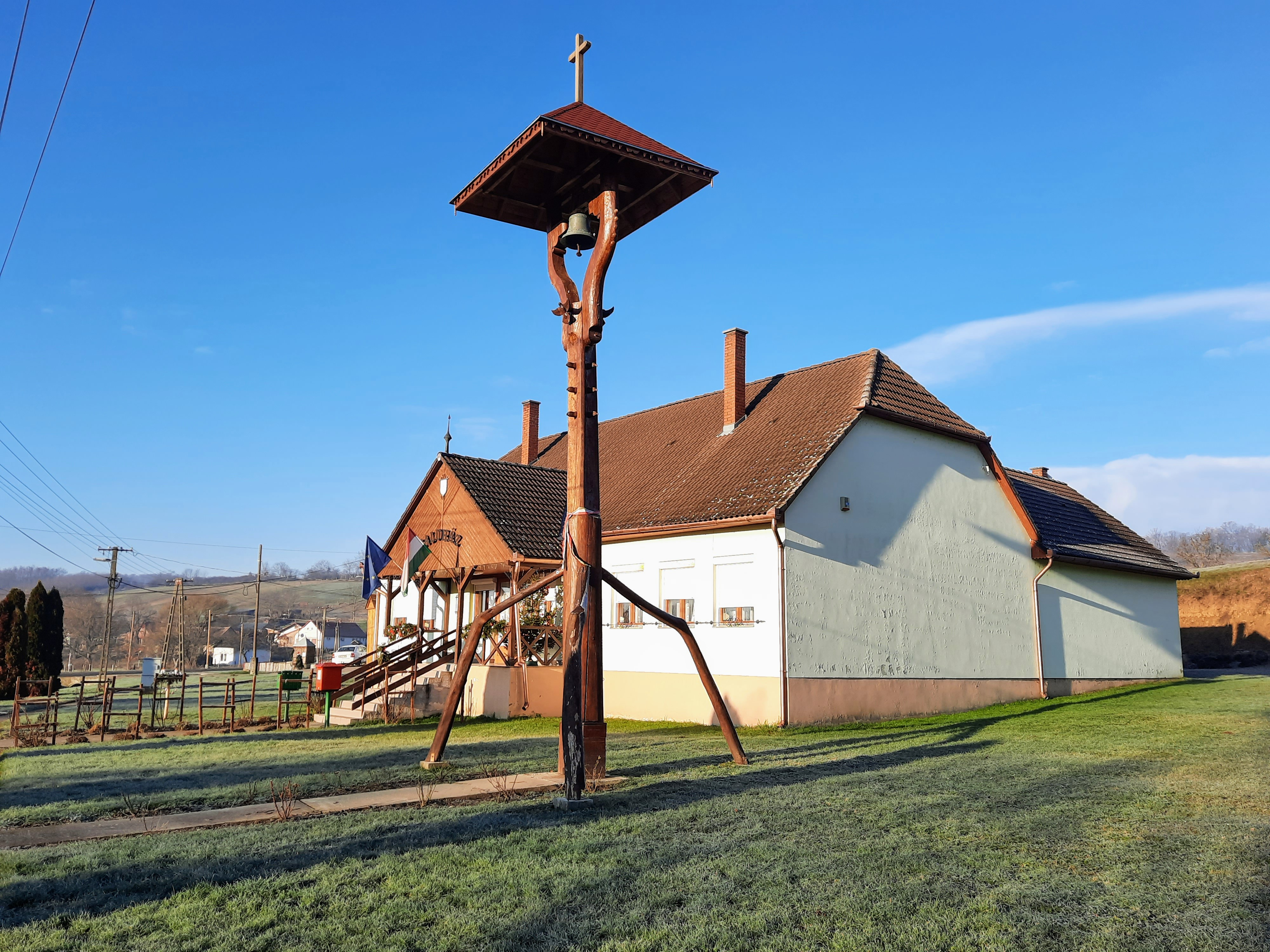
Harangláb a faluházzal a háttérben
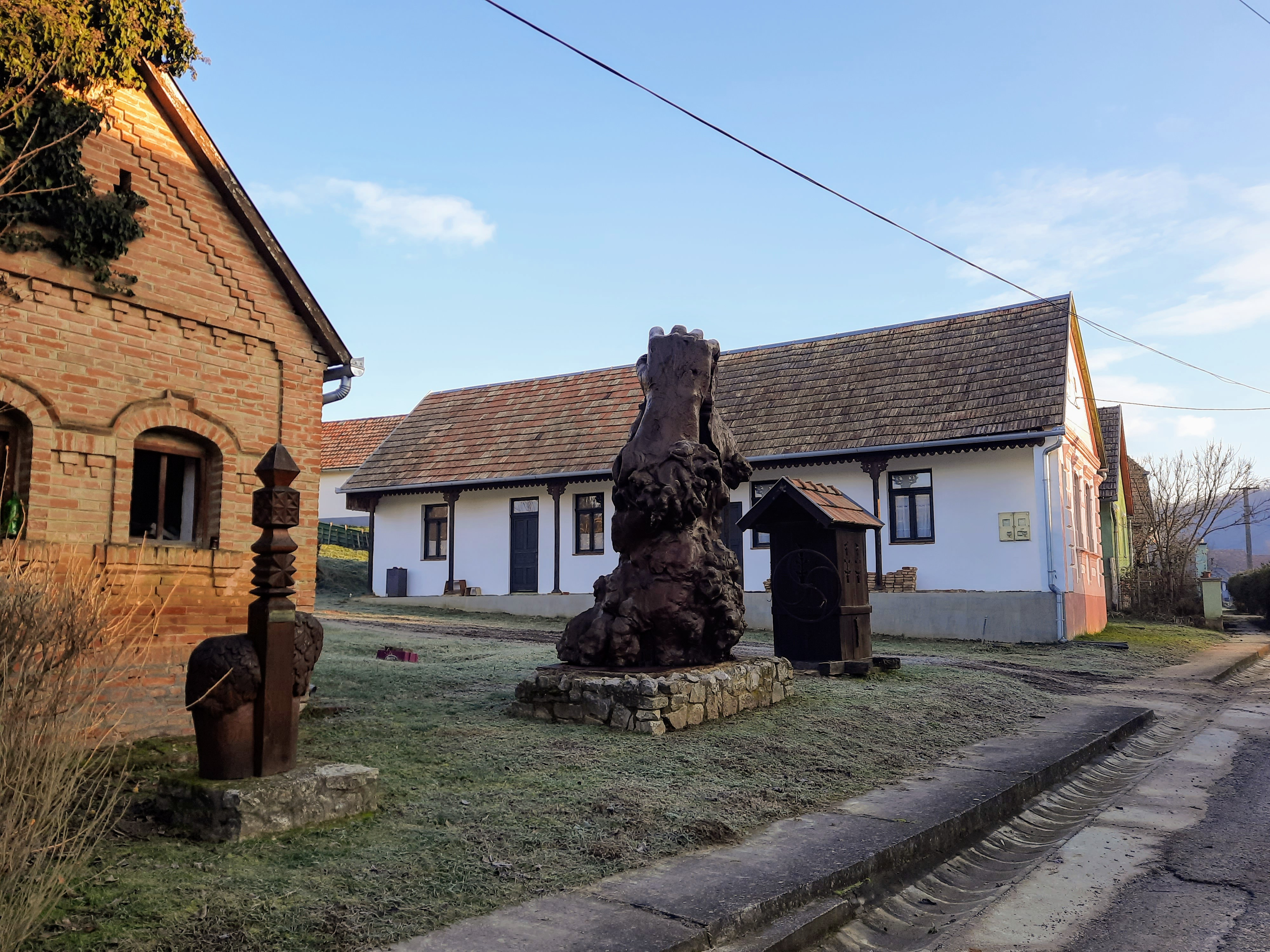
Fő utca, részlet